# 船政学堂
船政学堂（せんせいがくどう）は、清代の船政大臣沈葆楨が1866年に福建福州馬尾港に開設した海軍学校。福建船政学堂，福州船政学堂、馬尾水師学堂とも称される。船政学堂は設立当初求是堂芸局と称され、福建における海事人材育成を目的に設置された。当初は外国人教官を招聘し造船、航海学の専門知識を教授し、卒業生の中で学業優秀な者はヨーロッパに派遣された。船政学堂は中国海軍の揺籃であり、近代中国初の海軍及び航海学校という位置づけ以外に、現在の軍事学院の嚆矢としての存在でもある。卒業生はその後多くが北洋艦隊の高級将官となるほか、各方面での知識人として活躍している。

## 歴史
1842年に発生したアヘン戦争により中国の科学技術の未熟さが顕在化し、清朝内部でも西洋の知識と技術を導入し西洋列強に対抗すべきと言う認識が漸次確立されていった。西洋の科学技術学習運動は1860年代の同治初年に始まった洋務運動の中で具体化していった。
当時閩浙総督の任にあった左宗棠は福建福州に船政局を設立し、艦船及び砲器製造を奏上している。同年左宗棠が陝甘に異動すると、沈葆楨が船政大臣に任じられ、福建船政は馬尾に造船所と関係海軍施設を整備、ヨーロッパからの技術者及び教官を招聘し造船技術の導入を図った。そして造船施設の充実と並行し、沈葆楨は海事海軍の人材育成の重要性に着目し、1866年に求是堂芸局を開設し、造船と航海技術に関する人材育成に着手した。第1回の入学試験が同年に実施され、主席の厳復以下60余名の学生に対し1867年より福州城内の定光寺にて講義を開始した。

## 講義内容
1867年夏、求是堂芸局は馬尾へ移転すると同時に船政学堂と改称し、更に前学堂と後学堂の2部門に分けられた。前学堂は造船、エンジン及び設計を講義し、後学堂は航海学と操舵技術の教授を担当した。学堂は外国人教授を招聘した関係上テキスト及び講義は全て原語による教育となった。造船方面ではフランス語が採用され、講義科目としてフランス語、幾何学、数学、微積分、物理、機械等が定められ、航海学は英語が採用され、講義科目として英語、数学、幾何学、天文学、地理学、航海理論等が定められた。更に射撃、体操、中国語経史を別に必修と定めている。就業年限は5年であり、卒業後は前学堂の場合は造船所で実習を受け、後学堂の場合は訓練船で実習航海を行なった。更に学業首席の卒業生はヨーロッパへ派遣され、前学堂の場合はドイツの造船所へ、後学堂の場合はイギリスの王立海軍兵学校に派遣され見習い士官として実習経験を積んだ。

## 発展とその影響
船政学堂は1866年に開学した後は1907年に福建船政が廃止されるまで存続し卒業生は628名である。辛亥革命後、船政前学堂は1913年に海軍製造学校として復興し後に海軍学校へと発展して行く。
船政学堂は授業内容をはじめとして、当時の中国で最も近代的西洋的な学校であったと言える。その後各地で海軍関連学校が設立されたが、それらは船政学堂の教育内容を基礎に設立されたものである。清朝は1875年に北洋艦隊を設立したが、その際に登用された人材は殆どが船政学堂出身者が登用された。それ以降船政学堂出身者は中国海軍の中で大きな勢力を占め、中華民国成立後も福建派と称される派閥が存在した。

## 代表的な卒業生
- 厳復
- 魏翰
- 詹天佑
- 劉歩蟾
- 鄧世昌
- 林永昇
- 林泰曾
- 葉祖珪
- 薩鎮氷
- 程璧光
- 許崇智
- 羅豊禄
- 方伯謙